# Decadência (direito civil)
Nas ciências jurídicas, decadência (do latim decadentia) é um instituto que visa a regular a perda de um direito potestativo devido ao decurso de determinado prazo decadencial fixado em lei (decadência legal) ou eleito e fixado pelas partes (decadência convencional).

## Prescrição e Decadência
No Brasil, a decadência confunde-se com a prescrição em virtude de ambas serem institutos que regulam a perda de um direito, sendo, a prescrição, a perda de uma pretensão pelo decurso de um período de tempo, e estando, ambas, ligadas à noção de segurança jurídica. De uma maneira concisa, pode-se dizer que a diferença básica entre ambas é que, enquanto a prescrição extingue o direito a pretender em juízo, a decadência extingue o próprio direito. Nem sempre, no entanto, essa definição será facilmente percebida, de modo que, historicamente, causa dúvidas inclusive no meio jurídico entre advogados, legisladores e até mesmo doutrinadores.

## Direito Civil
Também chamada de caducidade, a decadência faz perecer o próprio direito. Este é atrelado, fundamentalmente, aos direitos potestativos (revestidos de poder, condição que torna a execução contratual dependente duma convenção que se acha subordinada à vontade ou ao arbítrio de uma ou outra das partes). Assim, em se tratando de um direito potestativo, não se pode falar em prescrição (que é a perda da pretensão de exigir de alguém um comportamento). O exercício dos direitos protestativos depende, tão só, da vontade de seu próprio titular.
A decadência é a perda do próprio direito pelo seu não exercício em determinado prazo, quando a lei estabelecer lapso temporal para tanto. De acordo com José Carlos Moreira Alves, "ocorre a decadência quando um direito potestativo não é exercido, extrajudicialmente ou judicialmente, dentro do prazo para exercê-lo, o que provoca a decadência desse direito potestativo".
Não havendo prazo em lei para o exercício de determinado direito potestativo, ele não estará sujeito à extinção pelo não exercício, não se submetendo à decadência.
Os prazos decadenciais não se interrompem, nem se suspendem. A regra geral é a de que não se aplicam à decadência os dispositivos legais que tratam da suspensão, fluindo o prazo decadencial contra todos automaticamente e sem solução de continuidade. Entretanto, há uma exceção (Código Civil Brasileiro, artigo 207), estabelecendo que o prazo decadencial não corre contra os absolutamente incapazes. Já os relativamente incapazes e as pessoas jurídicas eventualmente prejudicados pela perda de direitos por inércia de seus assistentes ou representantes terão o direito de cobrar o prejuízo sofrido (Código Civil, artigo 195), exigindo-lhe prova da conduta culposa do assistente ou representante.
Os prazos de decadência estão previstos no Código Civil em dispositivos dispersos. Todos os prazos de prescrição estão previstos nos artigos 205 e 206 da Lei Civil, sendo os demais prazos contemplados em lei decadenciais.
São exemplos de prazos decadenciais, todos previstos no Código Civil: artigo 45, parágrafo único; artigo 48, parágrafo único; artigo 119, parágrafo único; bem como os artigos 178, 445 e 505.

### Espécies de decadência
Existem duas modalidades de decadência:
a) Decadência legal: advém de expressa previsão em lei, sendo de ordem pública e irrenunciável. Em razão disso, os prazos decadenciais não admitem renúncia e, em regra, não se suspendem ou interrompem, salvo as exceções já citadas. Também o Código de Defesa do Consumidor estabelece uma hipótese específica de suspensão do prazo da decadência, através da reclamação do consumidor na assistência técnica.
b) Decadência convencional: possui caráter de ordem privada , originada da previsão das partes em negócios jurídicos, sendo renunciável e não podendo ser conhecida de ofício pelo juiz. O tratamento dedicado à decadência convencional deve ser o mesmo da prescrição, não podendo seguir as diretivas da decadência legal. Essa admite renúncia, suspensão ou interrupção.
Pode ocorrer, na mesma relação jurídica, a incidência de prazos decadenciais legal e convencional. Nesse caso, somente começa a correr a decadência legal quando exaurida a decadência convencional.

### Alegação da decadência
A decadência pode ser alegada a qualquer tempo ou grau de jurisdição. Todavia, somente será possível conhecer a decadência se houver anterior prequestionamento, atendendo ao pressuposto constitucional específico.
A alegação de decadência pode ser feita no processo de conhecimento, de execução ou cautelar, como, inclusive, reconhecido pelo artigo 810 do Código Instrumental.
Nos casos de decadência legal, o juiz pode conhecê-la de ofício, também sendo lícito ao Ministério Público suscitá-la (Código Civil, artigo 210). Já nos casos de decadência convencional, sendo instituída pelas partes, somente poderá ser suscitada por estas (Código Civil, artigo 211).

### Diferenças entre prescrição e decadência
| PRESCRIÇÃO                                                                         | DECADÊNCIA |
| Extingue a pretensão.                                                              | Extingue o direito. |
| Pode ser suspensa ou interrompida por causas preclusivas previstas em lei.         | Não se suspende, nem se interrompe, e só é impedida pelo exercício do direito a ela sujeito.                                                  |
| A prescrição, depois de consumada, pode ser renunciada pelo prescribente.          | Se resultante de prazo extintivo imposto pela lei não pode ser renunciada pelas partes, nem depois de consumada.                              |
| A prescrição das ações patrimoniais não pode ser, ex officio, decretada pelo juiz. | Se decorrente de prazo legal prefixado pelo legislador pode ser conhecida pelo juiz, de seu ofício, independentemente de alegação das partes. |

## Direito Tributário
No direito tributário, a decadência é uma causa extintiva do crédito tributário que implica na perda do direito de efetuar o lançamento depois de transcorrido o prazo de cinco anos. Um dos principais aspectos da decadência é o seu termo inicial ou, em outras palavras, a data inicial da contagem do prazo de cinco anos.
Quanto à data de início da contagem do prazo decadencial, as regras podem ser sistematizadas em:
- Regra geral – prevista no artigo 173, inciso I do Código Tributário Nacional que prevê que a contagem do prazo decadencial tem início no primeiro dia do exercício seguinte àquele em que o lançamento poderia ter sido efetuado.

- Regra especial – é retirada do artigo 150, parágrafo quarto e utilizada para os tributos sujeitos ao lançamento por homologação e nos casos em que tenha ocorrido efetivamente a antecipação do pagamento. Determina que o início da contagem do prazo decadencial é a data do fato gerador. Ocorrendo dolo, fraude ou simulação nos casos de lançamento por homologação, aplica-se a regra geral.

- Regra do lançamento anulado – estabelece que, quando existir lançamento anulado por vício formal, o início da contagem do prazo decadencial dar-se-á na data em que se tornar definitiva a decisão que anulou o lançamento anteriormente efetuado (artigo 173, II, Código Tributário Nacional).

### Posição do Superior Tribunal de Justiça
Com relação aos tributos sujeitos a lançamento por homologação, existe peculiar jurisprudência do Superior Tribunal de Justiça que acaba por resultar em uma "decadência em dez anos". O Superior Tribunal de Justiça entendeu que o artigo 173, I, do Código Tributário Nacional deveria ser interpretado em conjunto com o artigo 150, § 4.º.
Assim, após os cinco anos para homologar o lançamento, teria, o fisco, mais cinco anos para constituir o crédito tributário (RESP 58.918/RJ, Superior Tribunal de Justiça). Tal jurisprudência tem sofrido muitas críticas da doutrina, que entende não ser correta a aplicação cumulativa do artigo 173, I, com o artigo 150, § 4.º, do Código Tributário Nacional.
No entanto, o Supremo Tribunal Federal pacificou a matéria editando a súmula vinculante nº 8 que diz: "São inconstitucionais o parágrafo único do artigo 5º do Decreto-lei 1 569/77 e os artigos 45 e 46 da Lei 8 212/91, que tratam de prescrição e decadência de crédito tributário".
No entendimento do Superior Tribunal de Justiça, lei ordinária não poderia tratar de prescrição e decadência, somente lei complementar (e o Código Tributário Nacional é lei complementar), conforme o artigo 146, inciso III, letra b, da Constituição brasileira de 1988.